# Kounachir
 (janvier 2024).
La mise en forme du texte ne suit pas les recommandations de Wikipédia : il faut le « wikifier ».
Les points d'amélioration suivants sont les cas les plus fréquents. Le détail des points à revoir est peut-être précisé sur la page de discussion.
- Les titres sont pré-formatés par le logiciel. Ils ne sont ni en capitales, ni en gras.
- Le texte ne doit pas être écrit en capitales (les noms de famille non plus), ni en gras, ni en italique, ni en « petit »…
- Le gras n'est utilisé que pour surligner le titre de l'article dans l'introduction, une seule fois.
- L'italique est rarement utilisé : mots en langue étrangère, titres d'œuvres, noms de bateaux, etc.
- Les citations ne sont pas en italique mais en corps de texte normal. Elles sont entourées par des guillemets français : « et ».
- Les listes à puces sont à éviter, des paragraphes rédigés étant largement préférés. Les tableaux sont à réserver à la présentation de données structurées (résultats, etc.).
- Les appels de note de bas de page (petits chiffres en exposant, introduits par l'outil «  Source ») sont à placer entre la fin de phrase et le point final[comme ça].
- Les liens internes (vers d'autres articles de Wikipédia) sont à choisir avec parcimonie. Créez des liens vers des articles approfondissant le sujet. Les termes génériques sans rapport avec le sujet sont à éviter, ainsi que les répétitions de liens vers un même terme.
- Les liens externes sont à placer uniquement dans une section « Liens externes », à la fin de l'article. Ces liens sont à choisir avec parcimonie suivant les règles définies. Si un lien sert de source à l'article, son insertion dans le texte est à faire par les notes de bas de page.
- La présentation des références doit suivre les conventions bibliographiques. Il est recommandé d'utiliser les modèles {{Ouvrage}}, {{Chapitre}}, {{Article}}, {{Lien web}} et/ou {{Bibliographie}}. Le mode d'édition visuel peut mettre en forme automatiquement les références.
- Insérer une infobox (cadre d'informations à droite) n'est pas obligatoire pour parachever la mise en page.

Pour une aide détaillée, merci de consulter Aide:Wikification.
Si vous pensez que ces points ont été résolus, vous pouvez retirer ce bandeau et améliorer la mise en forme d'un autre article.
Kounachir (en russe : Кунашир, en japonais : 国後島 (Kunashiri-tō)) est une île de l'archipel des Kouriles, située dans l'océan Pacifique entre la péninsule du Kamtchatka et l'île japonaise d'Hokkaidō. Kounachir est une île administrée par la Russie et rattachée à l'oblast de Sakhaline. Elle fait partie des îles méridionales revendiquées par le Japon (Territoires du Nord (北方領土, hoppō ryōdo)).

## Géographie
L'île se situe entre les détroits de détroit de Nemuro (au sud avec le Japon), Catherine (au nord), Izmena et des Kouriles du Sud. Kounachir est visible depuis l'île voisine de Hokkaidō au Japon.
L'île, qui fait 123 km de long pour une largeur comprise entre 4 et 30 km, a une surface totale de 1 490 km2.
Kounachir est formé de quatre volcans qui constituaient initialement autant d'îles, et qui ont été jointes par des zones basses comportant des lacs et des sources chaudes. Tous ces volcans sont actifs : Tyatya (1 819 m), Smirnov, Mendeleïev, et Golovnine.
L'île est constituée essentiellement de roches volcaniques et cristallines. Le climat appartient au type continental humide. La végétation est constituée essentiellement d'épicéas, pins, sapins et de forêts mixtes de feuillus, avec en sous-bois des lianes et des bambous des Kouriles. Les montagnes sont couvertes de bouleaux et de pins nains de Sibérie, de fleurs herbacées, laissant parfois la place aux rochers nus.
La population de l'île est d'environ 4 000 habitants. La principale activité est la pêche et la conserverie. L'île comporte un port près du village de Ioujno-Kourilsk qui est le centre administratif et la principale agglomération de l'île.
La réserve naturelle de Kourilski est située sur l'île de Kounachir. Elle a pour objectif de protéger et d'étudier la flore et la faune de l'île. Son système écologique est en effet unique au monde.

## Géologie
Kunashir, l'île la plus méridionale de l'Arc des Kouriles, mesure 123 km de long (du nord-est au sud-ouest), 7 à 30 km de large et a une superficie de 1 490 km². L'île comprend plusieurs volcans, y compris des volcans actifs tels que Tyatya (1 819 m), Ruruy (1 485 m), Mendeleev (886 m) et Golovnin (541 m). Le terrain de Kunashir est accidenté et montagneux, avec une géomorphologie jeune, des pentes abruptes et de nombreuses chutes d'eau. L'asymétrie du relief est notable, la rive occidentale (Okhotsk) étant abrupte et élevée, contrairement à la rive orientale (Pacifique), dont la topographie est plus plane.
Contrairement à l'Arc japonais, la chronologie absolue de l'évolution du système primaire de l'Arc des Kouriles a été relativement peu étudiée, en particulier en ce qui concerne les techniques géochronologiques modernes. Une étude récente (de Grave, 2015 ) visait à combler cette lacune en présentant les premiers âges U/Pb des zircons du socle volcanique et les âges thermochronologiques des roches de l'île Kunashir, établissant ainsi un cadre temporel définitif pour leur mise en place et leur exhumation ultérieure.
Les roches volcaniques des îles Kouriles présentent généralement une classification structurale à deux niveaux : (1) un niveau inférieur constitué principalement de roches néogènes modérément déformées, et (2) un niveau supérieur comprenant des roches volcaniques du Pléistocène à des roches récentes. Ces roches présentent une large gamme de compositions allant du basalte à la rhyolite, avec une prédominance d'andésites (basaltiques) (Martynov et al.).
La géologie de l'île de Kunashir peut être élucidée de ce point de vue en délimitant deux niveaux structuraux. Le niveau inférieur, appelé complexe inférieur, est caractérisé par des tufs jaunâtres à gris-jaune, des grès tuffacés et des brèches, principalement de composition felsique à moyenne. De nombreux stocks et bouchons subvolcaniques d'andésite, de dacite et de rhyolite ont pénétré dans ces formations, avec des roches intrusives plus profondes de composition et de texture de porphyre granodioritique (Vergunov ; Vergunov et Vlasov ; Sergeev ; Piskunov et Rybin). Le niveau supérieur, appelé complexe supérieur, est caractérisé par des coulées d'andésite basaltique et basaltique, de petits corps intrusifs sub-volcaniques et des stratovolcans andésitiques modernes.
Des études antérieures (Davydov et al. ; Vitukhin et al.) ont suggéré un âge allant de la fin du Miocène au Pliocène pour le Complexe inférieur, et par conséquent les roches plus anciennes étaient soit absentes, soit pas clairement identifiées sur l'île. Le complexe inférieur a été subdivisé en formations de Rybakov et de Kamuy (par exemple Zhelubovsky et Pryaluhina ; Bevz), bien que Martynov et al. a utilisé une classification et une terminologie différentes (voir ci-dessous). La formation Rybakov, située dans les blocs les plus soulevés et les plus profondément exhumés, en particulier dans la partie nord de l'île, était principalement un complexe volcanique andésitique. Cette formation est en corrélation avec ce que Martynov et al. appelée Miocene Greentuff Formation. La formation de Kamuy, qui forme l'épine dorsale de l'île, se compose principalement de dépôts volcaniques-sédimentaires de type flysch riches en ponces felsiques de composition (rhyo)dacitique, d'une épaisseur supérieure à 1100 m (Martynov et al.).
Le complexe supérieur, représenté par la formation de Fregat, recouvre les formations de Rybakov et de Kamuy (complexe inférieur). Une discordance structurale et érosive distincte sépare ces complexes. La formation de Fregat comprend des coulées de lave andésitique subaérienne (basaltique) intercalées avec des tufs, des hyaloclastites et des brèches basaltiques (Syvorotkin et Rusinova). Cela suggère que les roches volcaniques de Fregat sont principalement d'origine subaérienne, occasionnellement déposées à de faibles profondeurs sous le niveau de la mer. Les dépôts volcaniques de Fregat ont formé un plateau volcanique distinctif, formé près du niveau de la mer et affecté par des mouvements tectoniques ultérieurs, ce qui a donné lieu à la topographie montagneuse fragmentée du Kunashir (Syvorotkin et Rusinova, 1989). L'âge de la formation de Fregat a été déterminé comme étant de la fin du Pliocène au début du Pléistocène sur la base de diatomées (Neodenticula kamtschatica - N. Koizumii) et de la palynologie (Dunichev, 1969), en accord avec les données K-Ar des basaltes de Fregat.
Sur le Kunashir, la formation Rybakov du Miocène supérieur et du Pliocène inférieur s'est formée exclusivement dans des conditions subaquatiques. Les roches volcaniques de la formation Kamuy du Pliocène moyen, attribuées à des conditions subaériennes dans les parties septentrionale et centrale de l'île de Kunashir, indiquent un environnement subaquatique dans la partie méridionale. Un soulèvement intensif, commençant dans la seconde moitié du Pliocène, a entraîné d'importants mouvements tectoniques entre l'accumulation des formations de Kamuy et de Fregat à la fin du Pliocène. Il en résulte une discordance prononcée entre les deux, le plateau de lave de Fregat subissant un mouvement vertical différentiel. La partie septentrionale du Kunashir présente un soulèvement substantiel de plus de 1 km, contrairement au changement d'altitude plus modeste de 200 à 300 m dans la région méridionale (Syvorotkin et Rusinova, cit. opt.). Sergeev a signalé un événement de déformation au milieu ou à la fin du Miocène à Kunashir, associé à un plissement du "socle" de Kunashir et à la mise en place d'intrusions du Miocène, accompagné d'au moins 1,5 km de soulèvement et de dénudation.
Quatre stratovolcans modernes et actifs (du Pléistocène à l'Holocène) ont façonné le paysage actuel de l'île de Kunashir. Ces volcans, caractérisés par une alternance typique de coulées de lave et de dépôts de tuf, présentaient principalement des compositions basaltiques-andésitiques à andésitiques, avec des quantités mineures de magmas plus différenciés d'affinité dacitique. Cette activité magmatique moderne est étroitement liée à la subduction de la plaque Pacifique sous la plaque Okhotsk (Martynov et al., 2010a). Parmi ces volcans, le volcan Tyatya se distingue comme l'un des volcans les plus actifs et les mieux étudiés de l'Arc des Kouriles (Nakagawa et al.).
Les complexes inférieur et supérieur sont caractérisés par de nombreuses intrusions sub-volcaniques, le complexe inférieur contenant également des intrusions plus profondes. Dans la formation de Rybakov, ces intrusions se sont manifestées sous forme de stocks, de dykes et de filons-couches de composition basaltique, andésitique et dacitique. La formation de Kamuy contient principalement des stocks, des dykes et des filons-couches de dacite. Les roches ignées plus profondes sans analogues volcaniques étaient représentées par deux complexes intrusifs distincts : (1) le complexe de Prasolov, qui comprenait du gabbro, de la diorite, de la diorite quartzique, de la granodiorite et de la tonalite ou du plagiogranite, et (2) le complexe de Dokuchaev, qui comprenait trois petits corps de granodiorite et de tonalite porphyriques à grain fin (Vergunov et Vlasov, cit. opt. ; Kovtunovich et al).
Le complexe de plagiogranite (tonalite) - diorite de Prasolov se compose de trois plutons distincts : les massifs de Prasolov, Mechnikov et Lobanov (Vergunov et Vlasov, 1964 ; Sergeev, 1976, cit. opt.). Le massif de Prasolov, le plus grand avec une superficie de 18 km², situé au NE du Kunashir, a servi de stock. Les contacts intrusifs avec les roches de la formation de Rybakov étaient principalement tectoniques, avec de rares contacts intrusifs présentant des auréoles de contact caractérisées par des cornes de quartz-biotite. On a déduit que le complexe de Prasolov avait un âge relativement tardif (Miocène à Pliocène) sur la base des contacts intrusifs, de la présence de galets provenant de granitoïdes du complexe de Prasolov dans les sédiments de la formation de Kamuy et d'âges K-Ar allant de 61 ± 12 à environ 10 Ma (les âges les plus courants se situant entre 11e et 10 Ma) .
Le complexe granitoïde de Dokuchaev, plus jeune que le complexe de Prasolov, comprend trois petits stocks qui traversent la formation de Kamuy. Des contacts intrusifs ont été observés et des xénolithes de Kamuy étaient présents (Vergunov et Vlasov, cit. opt.). Le complexe de Dokuchaev, composé de tonalite-porphyre, de granodiorite-porphyre et de diorite-porphyre, est un amalgame des massifs de Dokuchaev, Valentina et Orlov. Le massif de Valentina, un stock de tonalite-porphyre le long de la côte d'Okhotsk dans la partie nord de Kunashir, présente des contacts tectoniques plutôt qu'intrusifs. Un âge pliocène pour Dokuchaev a été proposé sur la base de données géologiques et K-Ar, les roches du complexe de Dokuchaev ayant un âge K-Ar de 6,5e4,2 Ma, ce qui correspond à un âge Miocène tardif à Pliocène précoce (Rybin).

## Histoire
En 1789, Kounachir fut le principal théâtre de la rébellion de Menashi-Kounachir, qui vit s'affronter les Aïnous, en révolte contre les marchands, et les colons japonais.
Le navigateur russe Vassili Golovnine, qui tentait de cartographier et d'explorer l'île en 1811, fut arrêté par les autorités japonaises et détenu deux ans.
En 1930, 8 300 Japonais vivaient sur l'île.
Le 1er septembre 1945, la veille de la signature de la capitulation japonaise du 2 septembre 1945, l'URSS annexe les îles Kouriles, conformément aux décisions prises lors de la conférence de Yalta. Le gouvernement japonais affirme que les « Territoires du Nord » ne font pas partie des îles Kouriles, pour des raisons historiques. Il n'a donc jamais reconnu la souveraineté soviétique puis russe sur Kounachir.
De nos jours, les 8 000 habitants sont surtout des Russes ou des Bouriates.

## Climat
L'île de Kounachir possède un climat tempéré et humide. Les hivers ne sont pas très froids et les étés assez frais du fait de l'effet modérateur de l'océan sur les températures. Bien que située à une latitude comparable à celle de la ville de Bordeaux en France, elle connaît des températures moyennes inférieures de 7 à 8 °C à cause de l'Oya shivo, un courant marin froid dont les eaux baignent l'île. Les précipitations sont abondantes pendant toute l'année, la saison la plus arrosée étant l'été. La neige recouvre le sol en moyenne 122 jours par an. La hauteur de neige est en moyenne de 19 cm au milieu de l'hiver mais elle peut atteindre 77 cm.
- Température record la plus froide : −20,3 °C (fév 1953)
- Température record la plus chaude : 30,5 °C (aout 1983)
- Nombre moyen de jours avec de la neige dans l'année : 114
- Nombre moyen de jours de pluie dans l'année : 161
- Nombre moyen de jours avec de l'orage dans l'année : 6
- Nombre moyen de jours avec tempête de neige dans l'année : 28

| Mois                              | jan. | fév. | mars | avril | mai | juin | jui. | août | sep. | oct. | nov. | déc. | année |
| --------------------------------- | ---- | ---- | ---- | ----- | --- | ---- | ---- | ---- | ---- | ---- | ---- | ---- | ----- |
| Température minimale moyenne (°C) | −6,9 | −8,3 | −5,5 | −0,8  | 2,7 | 6,5  | 10,7 | 14,1 | 12,7 | 7,9  | 1,5  | −3,5 | 2,6   |
| Température moyenne (°C)          | −4,4 | −5,6 | −2,9 | 1,5   | 5,1 | 8,4  | 12,4 | 15,8 | 14,8 | 10,6 | 4,3  | −1   | 4,9   |
| Température maximale moyenne (°C) | −1,8 | −2,5 | 0,3  | 4,9   | 8,9 | 11,5 | 15,3 | 18,6 | 17,4 | 13,5 | 7,3  | 1,4  | 7,9   |
| Précipitations (mm)               | 65   | 41   | 66   | 91    | 135 | 111  | 128  | 137  | 177  | 138  | 112  | 72   | 1 273 |

## Galerie

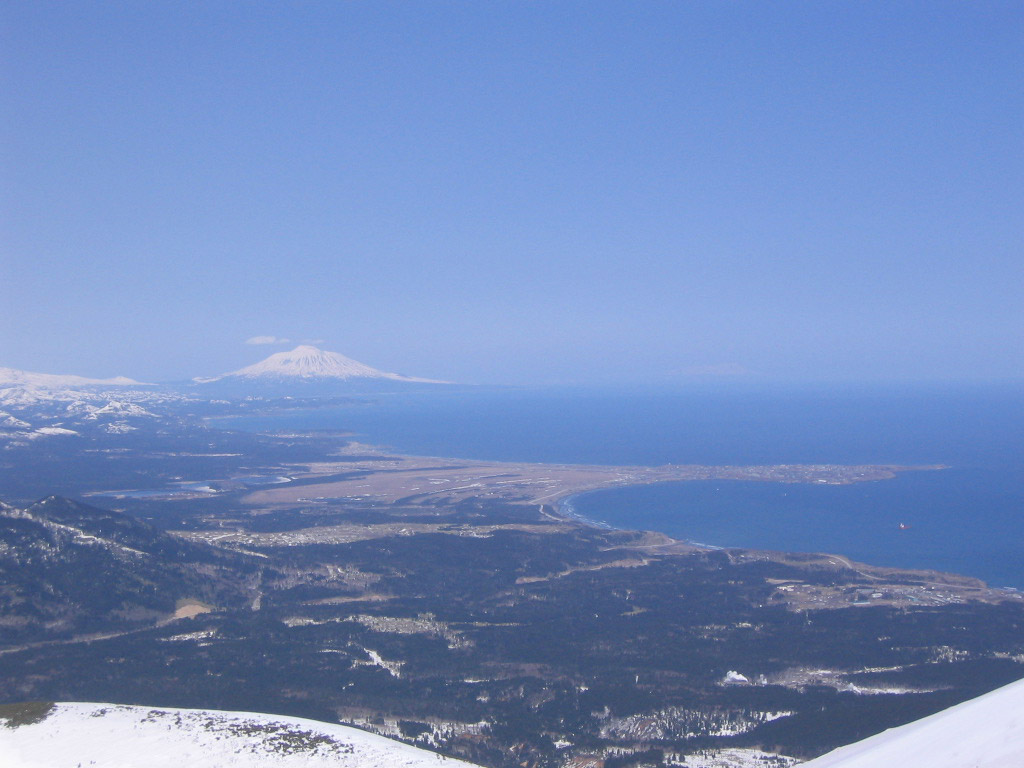
Vue aérienne d'une partie de Kounachir avec le Tyatya, son point culminant, à l'horizon.
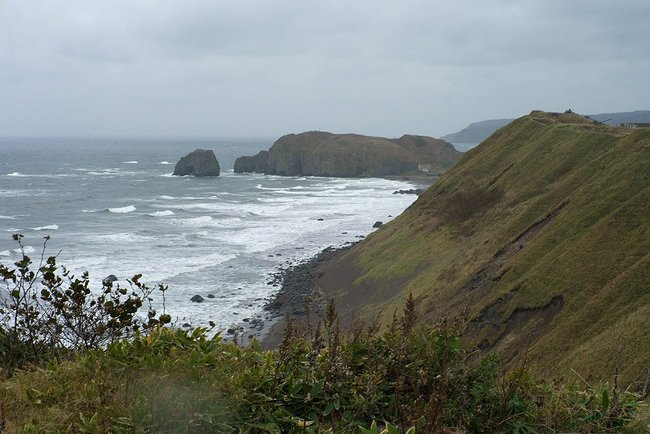
Vue des côtes de l'île Kounachir prise par le président russe Dmitri Medvedev en novembre 2010.
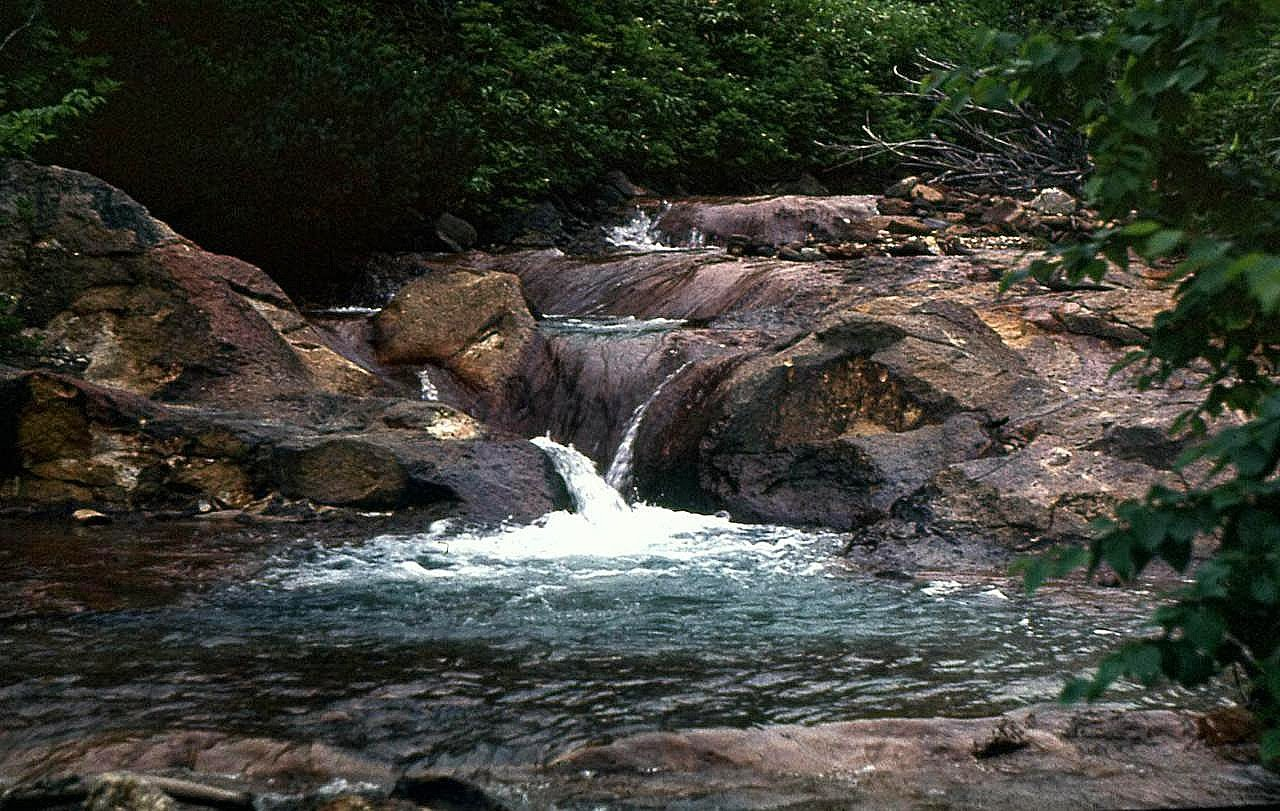
Rivière Sernaya
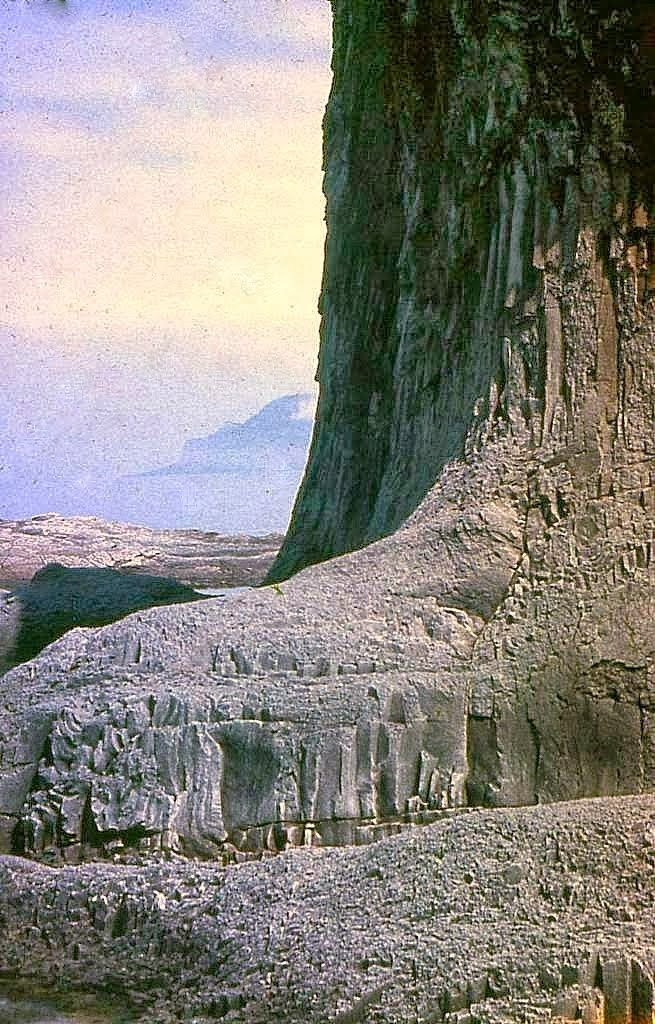
Cap Stolbchaty
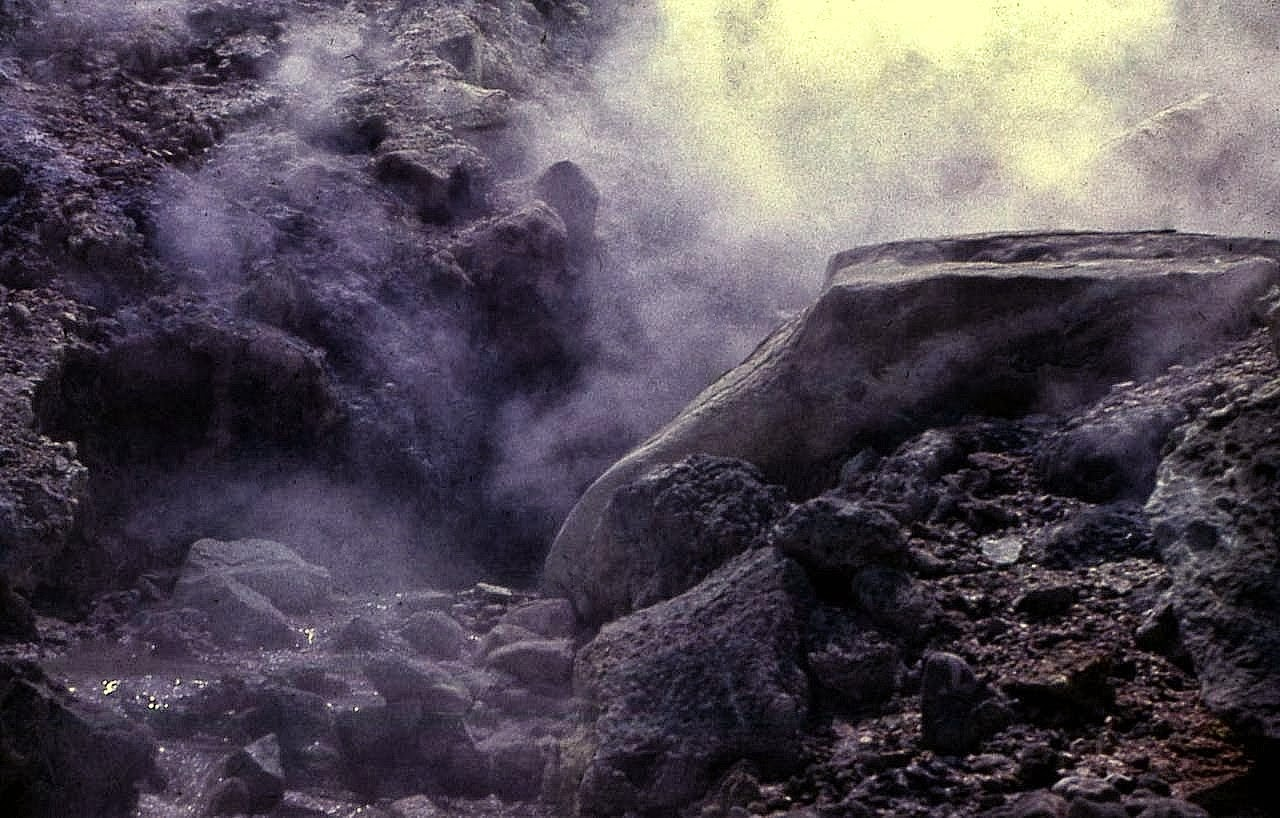
Volcan Mendeleyev
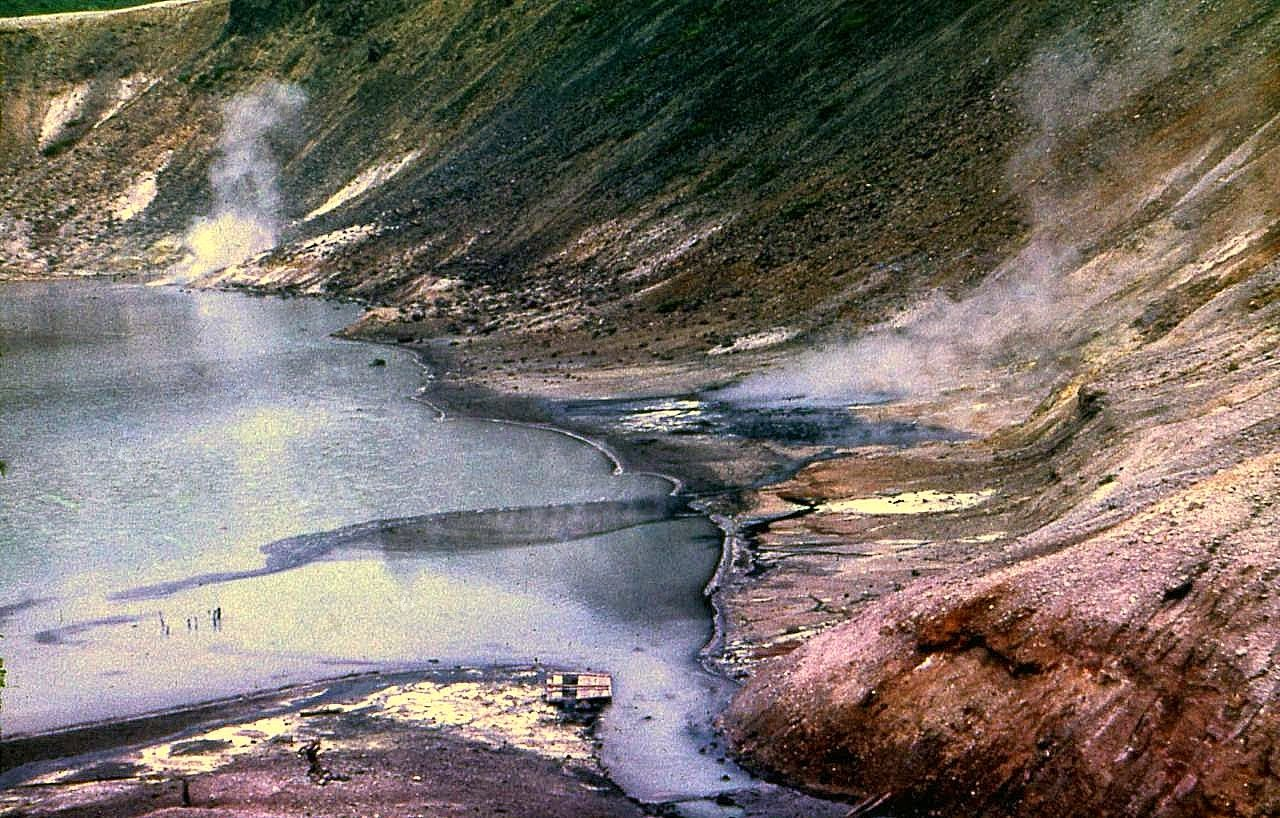
Golovin Volcan Golovine
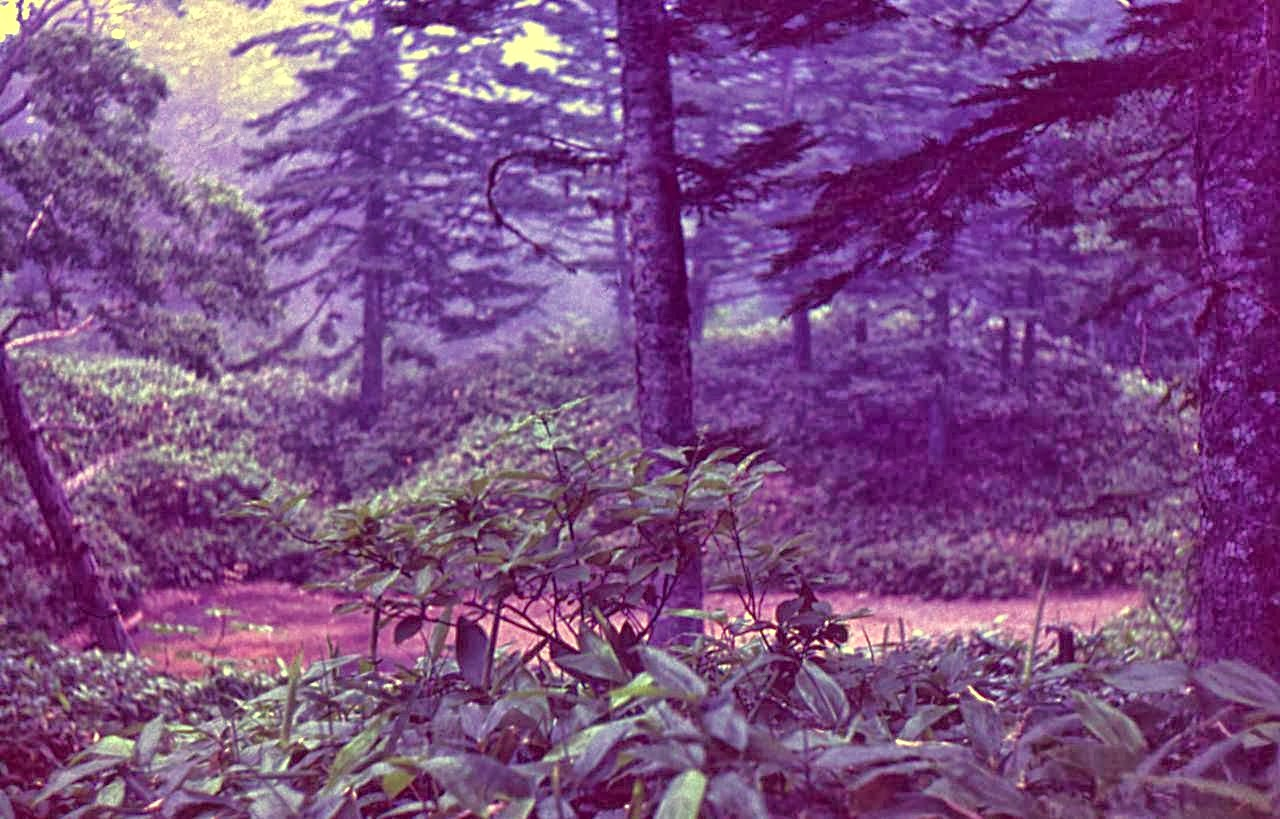
Dans la forêt
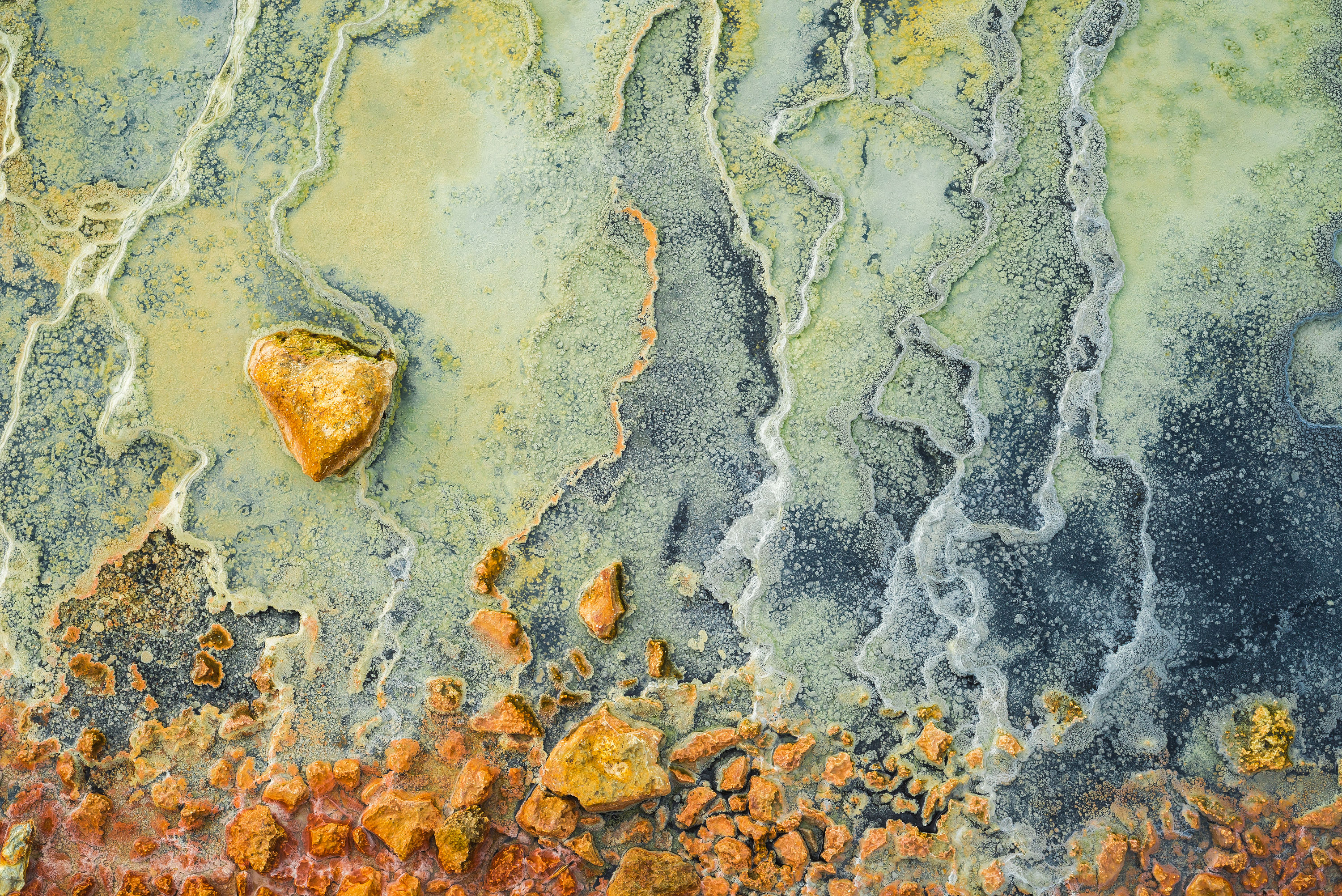
La caldeira du volcan Golovine.